# Ectropis unicolor
Ectropis unicolor là một loài bướm đêm trong họ Geometridae.